# Hoštice (district de Strakonice)
Pour les articles homonymes, voir Hoštice.
Hoštice (en allemand : Hostitz) est une commune du district de Strakonice, dans la région de Bohême-du-Sud, en République tchèque. Sa population s'élevait à 154 habitants en 2020.

## Géographie
Hoštice se trouve à 8 km au sud de Strakonice, à 41 km au nord-ouest de České Budějovice et à 106 km au sud-sud-est de Prague.
La commune est limitée par Strunkovice nad Volyňkou au nord, par Radošovice au nord-est, par Milejovice au sud-est, par Přechovice au sud-ouest et par Němětice à l'ouest.

## Histoire
La première mention écrite du village date de 1274.